# Lachenalia anguinea
Lachenalia anguinea är en sparrisväxtart som beskrevs av Robert Sweet. Lachenalia anguinea ingår i släktet Lachenalia och familjen sparrisväxter. Inga underarter finns listade i Catalogue of Life.